# Piccoli mostri
Piccoli mostri (Little Monsters) è un film del 1989 diretto da Richard Greenberg.

## Trama
Appena trasferitosi con la sua famiglia nella nuova casa, Brian si accorge che alcuni strani avvenimenti si manifestano nella camera da letto del suo fratellino. Una notte, spinto dal desiderio di sapere che cosa accade, scopre che sotto il suo letto c'è una porta che conduce ad un mondo sotterraneo popolato da strane creature; grazie a questa scoperta, Brian stringerà amicizia con uno di questi mostri - Maurice -, il quale lo condurrà alla scoperta del suo mondo sotterraneo, svelandogli come ogni scala che il bambino vede conduca ad un preciso letto e del terrore che i mostri nutrono verso le luci di qualunque tipo, poiché in grado di ucciderli. Tuttavia, non tutte le creature sono amichevoli, primo fra tutti il malvagio Snik.
L'amicizia fra Brian e Maurice si rafforza grazie ad una serie di scherzi che i due mettono in atto a danno dei bambini del quartiere, fra cui un bulletto che aveva picchiato il ragazzino a scuola. Il divertimento si interrompe, però, nel momento in cui una delle loro burle mette nei guai una ragazzina per cui Brian ha una cotta. Inoltre, il protagonista si accorge che più frequenta il sotterraneo mondo dei mostri, più aumentano gli "effetti collaterali", il più grave tra tutti l'allergia alla luce del sole. Come se non bastasse, i genitori comunicano ai due fratellini che stanno pensando di divorziare, scatenando le ire di Brian. Il bambino decide perciò di interrompere le sue visite nel sottosuolo, con grande dispiacere di Maurice che gli confessa di avere solo lui come amico, ma Snik, per ordine del capo del regno dei mostri che governa la città con pugno di ferro, rapisce il fratellino di Brian, gettando nel panico i genitori che credono che il piccolo sia fuggito. Deciso a riprenderselo, il ragazzino raduna gli amici e, armati di torce, scendono nel sottosuolo dove riescono a sconfiggere il tiranno e, grazie a Maurice, anche Snik. Poiché il passaggio che porta alla camera da letto dei due fratelli è chiuso a causa del sorgere del sole, i bambini corrono per tutto il sottosuolo seguendo le indicazioni fino a spuntare in California, da dove telefonano ai genitori, concludendo il film con il classico lieto fine.

## Colonna sonora
1. Frankie Paul – How I Love You (testo: 
  - Frankie Paul
  - A. Ellis

)
2. The Paladins – Let's Go
3. The Michael Logan Band – Reason To Change (testo: Mike Piccirillo)
4. Billie Hughes – I Wanna Yell (testo: 
  - Billie Hughes
  - Roxanne Seeman

)
5. Berton Averre – I Love the Sound of Breaking Glass (testo: 
  - Nick Lowe
  - Andrew Bodnar (as Al Bodner)
  - Steve Goulding (as Anthony Goulding)

)
6. Bobby Day (as Robert Byrd) – Little Bitty Pretty One (testo: Bobby Day)
7. Talking Heads – Road to Nowhere (testo: 
  - David Byrne
  - Jerry Harrison
  - Chris Frantz
  - Tina Weymouth

)
8. Billie Hughes – Magic of the Night (testo: Mike Piccirillo)

## Distribuzione[1]

### Data di uscita
- Usa: 25 agosto 1989
- Filippine: 4 dicembre 1990
- In Italia è stato trasmesso solo in televisione

### Titoli con cui è stato distribuito
- Chicos monsters (Spagna)
- Kleine Monster (Germania)
- Um Monstro no Meu Quarto (Portogallo)
- Little Ghost Fighters (Filippine)